# Europa das Nações Soberanas
Europa das Nações Soberanas (em inglês: Europe of Sovereign Nations, ESN; em francês: L'Europe des Nations Souveraines; em alemão: Europa Souveräner Nationen), também conhecido por Soberanistas, é um grupo político de extrema-direita do Parlamento Europeu para a décima legislatura de 2024-2029. O principal membro deste grupo, fundado a 10 de julho de 2024, é a Alternativa para a Alemanha (AfD). O grupo segue uma linha ultranacionalista, eurocética, defensor da soberania nacional e com posições pró-Rússia.

## História

### Antecedentes
Os planos para a AfD criar um novo grupo parlamentar europeu vieram a público pouco depois das eleições europeias de 2024. Os eurodeputados da AfD tinham sido expulso do grupo Identidade e Democracia pouco antes das eleições de 2024 devido a relatos de simpatias nazis da liderança da AfD. A nova delegação da AfD excluiu Maximilian Krah (que proferiu declarações polémicas sobre as SS) e tentou voltar a reintegrar a Identidade e Democracia (ID), mas sem sucesso. A 4 de julho, Ivan David, eurodeputado checo do partido Liberdade e Democracia Direta (SPD), anunciou a formação de um grupo parlamentar com a AfD. Quatro dias depois, foi anunciado a criação do grupo Patriotas pela Europa como sucessor do grupo Identidade e Democracia, mas o SPD, que tinha sido membro da ID , a anunciou que não iria se juntar ao novo grupo por se recusar a sentar ao lado de "quem votou a favor do Acordo Verde Europeu e apoiou imigração" em referência à Aliança dos Cidadãos Descontentes (ANO).

### Adesão e fundação
A 12 de abril de 2024, o partido búlgaro Renascimento organizou a "Declaração de Sófia" com diversos outros partidos como a República da Eslováquia, os neerlandeses do Fórum pela Democracia, o Movimento Nossa Pátria da Hungria, Alternativa pela Suécia e o Partido da Pecuária Agrícola da Grécia, sendo estes partidos todos próximos da AfD. O República Checa em Primeiro! demonstrou o seu interesse em participar num movimento pacifista e eurocético para melhorar as relações com a Rússia. O Reconquête, que sofreu uma divisão interna logo após as eleições europeias de 2024 e ficou reduzido a 1 dos 5 eurodeputados que tinha elegido, aderiu ao grupo. O Movimento Democrático Patriótico - Vitória da Grécia e o Acabou-se a Festa (SALF) de Espanha também foram especulados para se juntarem aos soberanistas, embora o SALF tenha negado contactos com a AfD. O S.O.S Roménia viu a sua tentativa de adesão a ser rejeitada pela AfD e pelo Movimento Nossa Pátria. A coligação nacionalista da Polónia, Confederação Liberdade e Independência, dividiu-se quanto a uma possível aliança com a AfD: os eurodeputados do Movimento Nacional rejeitaram tal aliança, a Nova Esperança aderiram e o independente Grzegorz Braun foi rejeitado pelos Soberanistas.
Na reunião inaugural, René Aust (AfD) e Stanisław Tyszka (Nova Esperança) foram eleitos como presidentes do grupo parlamentar, com Sarah Knafo (Reconquête), Milan Uhrík (República) e Stanislav Stoyanov (Renascimento) a serem eleitos como vice-presidentes.

## Membros (2024-2029)
Os partidos membros para a legislatura são os seguintes:
| País       | Partido | Partido                                            | Afiliação | Afiliação  | Deputados |
| ---------- | ------- | -------------------------------------------------- | --------- | ---------- | --------- |
| Alemanha   |         | Alternativa para a Alemanha                        |           | Nenhuma    | 14 / 96   |
| Bulgária   |         | Renascimento                                       |           | Nenhuma    | 3 / 17    |
| Chéquia    |         | Liberdade e Democracia Direta                      |           | Partido ID | 1 / 21    |
| Eslováquia |         | República                                          |           | Nenhuma    | 1 / 14    |
| França     |         | Reconquête                                         |           | Nenhuma    | 1 / 81    |
| Hungria    |         | Movimento Nossa Pátria                             |           | Nenhuma    | 1 / 21    |
| Lituânia   |         | União do Povo e Justiça (Centristas Nacionalistas) |           | Nenhuma    | 1 / 11    |
| Polónia    |         | Nova Esperança                                     |           | Nenhuma    | 3 / 53    |